# Biscayne Park
Biscayne Park és una població dels Estats Units a l'estat de Florida. Segons el cens del 2005 tenia 3.128 habitants.

## Demografia
Segons el cens del 2000, Biscayne Park tenia 3.269 habitants, 1.283 habitatges, i 831 famílies. La densitat de població era de 1.972,1 habitants per km².
Dels 1.283 habitatges en un 31,3% hi vivien nens de menys de 18 anys, en un 44,9% hi vivien parelles casades, en un 14,8% dones solteres, i en un 35,2% no eren unitats familiars. En el 25% dels habitatges hi vivien persones soles el 7,2% de les quals corresponia a persones de 65 anys o més que vivien soles. El nombre mitjà de persones vivint en cada habitatge era de 2,55 i el nombre mitjà de persones que vivien en cada família era de 3,12.
Per edats la població es repartia de la següent manera: un 23,8% tenia menys de 18 anys, un 6,3% entre 18 i 24, un 34,1% entre 25 i 44, un 24,6% de 45 a 60 i un 11,3% 65 anys o més.
L'edat mediana era de 37 anys. Per cada 100 dones de 18 o més anys hi havia 89,8 homes.
La renda mediana per habitatge era de 48.313 $ i la renda mediana per família de 53.409 $. Els homes tenien una renda mediana de 39.964 $ mentre que les dones 33.125 $. La renda per capita de la població era de 22.923 $. Entorn del 9,5% de les famílies i el 12% de la població estaven per davall del llindar de pobresa.

## Poblacions més properes
El següent diagrama mostra les poblacions més properes.